# Góry Admiralicji

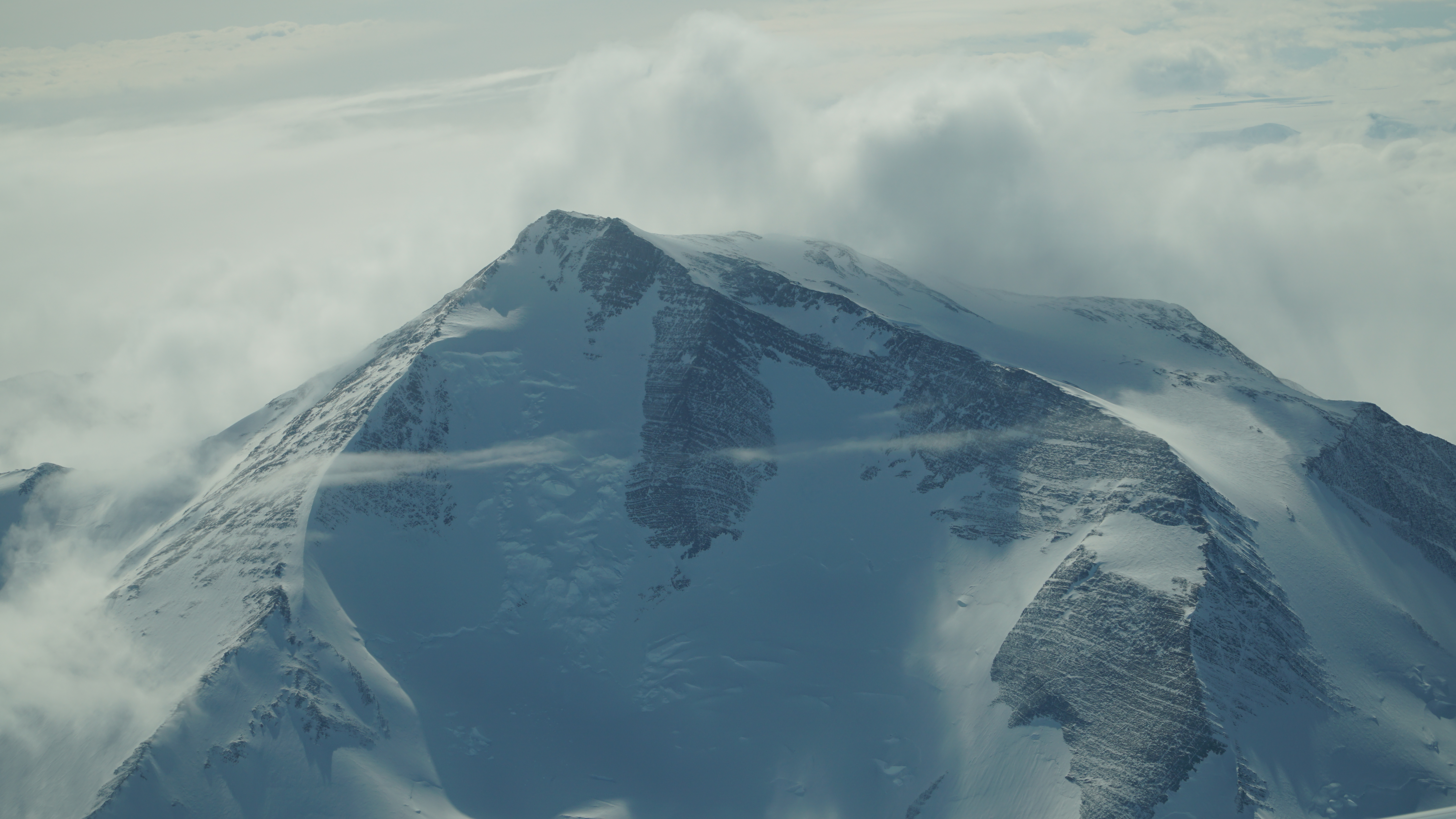
Mount Minto (2022)

Góry Admiralicji (ang. Admiralty Mountains) – obszar wysokich szczytów, pasm i grzbietów górskich Gór Transantarktycznych w północno-wschodniej części Ziemi Wiktorii w Antarktydzie Wschodniej.

## Nazwa
Góry zostały nazwane na cześć dowództwa brytyjskiej Royal Navy – Admiralicji brytyjskiej .

## Geografia
Obszar wysokich szczytów, pasm i grzbietów górskich w północno-wschodniej części Ziemi Wiktorii w Antarktydzie Wschodniej . Tworzy północno-zachodni kraniec Gór Transantarktycznych. Jego granice wyznaczają lodowce: Dennistoun Glacier, Ebbe Glacier i Tucker Glacier oraz Morze Rossa .
Większość obszaru wznosi się na wysokość 1500–2000 m n.p.m., a pas wzdłuż wybrzeża o długości 180 km i szerokości 70 km, biegnący z północy i północnego wchodu na południe i południowy zachód, wznosi się powyżej 2500 m n.p.m. W Górach Admiralicji wyróżnia się m.in. następujące pasma i grzbiety: Church Ridge , DuBridge Range , Dunedin Range , Elsner Ridge , Findlay Range , Fischer Ridge , Geikie Ridge , Homerun Range , Lyttelton Range , McGregor Range , Novasio Ridge , Slagle Ridge  i Wylie Ridge .
Do najwyższych szczytow należą:
- Mount Minto (4 165 m)[18]
- Mount Adam (4 010 m)[19]
- Góra Sabine'a (3720 m)[20]
- Mount Ajax (3 770 m)[21]
- Mount Royalist (3 640 m)[22]
- Mount Bevin (3 490 m)[23]
- Mount Black Prince (3 405 m)[24]
- Mount Faget (3 360 m)[25]
- Mount Herschel (3 335 m)[26]
- Mount Von Braun (3 275 m)[27]
- Mount Peacock (3 210 m)[28]
- Mount Gilruth (3 160 m)[29]
- Mount Chider (3 110 m)[30]
- Mount Pearigen (3 020 m)[31]
- Mount Hart (3 000 m)[32]

Góry Admiralicji zbudowane są ze skał metamorficznych z intruzjami granodiorytów, a także granitów. W utworach kambryjskich znajdują się pokłady węgla kamiennego .

## Historia
Obszar został odkryty w 1841 roku przez ekspedycję Jamesa Clarka Rossa (1800–1862) .